# Tomanowy Wierch Liptowski
Tomanowy Wierch Liptowski (słow. Liptovská Tomanová), dawniej nazywany Tomanową Liptowską – kopulasty szczyt o wysokości 1840 m w słowackich Tatrach Zachodnich. Znajduje się w krótkim grzbiecie odchodzącym od Tomanowego Wierchu Polskiego w północno-wschodnim kierunku; szczyty te rozdzielone są przełęczą o wysokości 1815 m. Na wierzchołku Tomanowego Liptowskiego grzbiet ten rozgałęzia się na dwa ramiona; jedno opada w północno-wschodnim kierunku i tworzy zbocza Doliny Tomanowej Liptowskiej, drugie skierowane jest na południowy zachód i tworzy zbocza Doliny Jaworowej Liptowskiej. Pomiędzy tymi ramionami do Doliny Cichej zsuwają się zimą lawiny systematycznie niszczące las na jego wschodnich stokach. Lawiny schodzą również do Doliny Jaworowej Liptowskiej.
Szczyt jest trawiasty i gdzieniegdzie porastający kępami kosodrzewiny.

## Przypisy

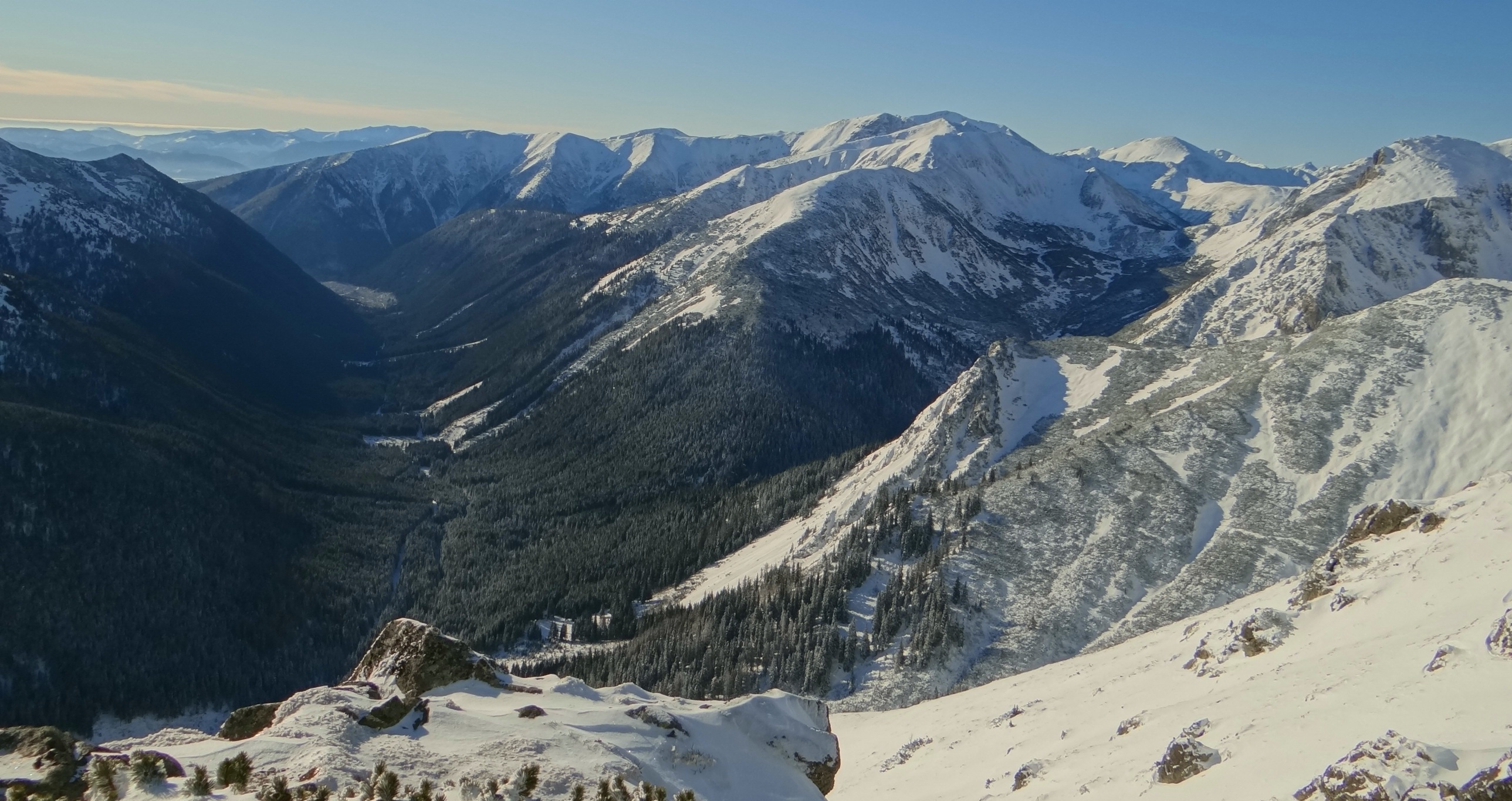
Dolina Cicha